# Dov Frohman
Dov Frohman (Amsterdam, 28 de março de 1939) é um engenheiro e gerente israelita, mais conhecido pela invenção da EPROM.
Dov Frohman inventou a memória somente-leitura apagável programável (EPROM) em 1971. Ele era o gerente geral da Intel Israel e vice-presidente da Intel Corporation.